# I Jaguars
I Jaguars sono stati un complesso beat italiano attivo negli anni sessanta.

## Storia del gruppo

### Le origini
Il più noto tra i complessi beat nati negli anni sessanta con questo nome (e l'unico che arrivò ad incidere dischi) si forma nel 1961 per l'iniziativa di tre amici del quartiere romano della Garbatella, Bianchi, Gallo e Fratini, che completano la formazione l'anno successivo con un quarto elemento, il chitarrista Aldo Parente (conosciuto in un negozio, che si ritrova a suonare con il batterista Gallo), che verrà poi sostituito prima da Antonio Lia e poi da Lino Tieri.
Il nome viene scelto a causa delle automobili di cui Pino Bianchi è appassionato, le Jaguars; iniziano ad esibirsi in vari locali della capitale (in particolare al Dancing Zanussi, un ex garage che il padrone aveva trasformato in sala da ballo), suonando canzoni degli Shadows, di Cliff Richard e di Elvis Presley; il primo ingaggio fuori Roma avviene nell'estate del 1962, a Lavinio, nello stabilimento balneare Il pioniere.
Con l'avvento anche in Italia del beat, il repertorio contempla anche cover dei Beatles, dei Rolling Stones e dei Beach Boys. Nel 1964, grazie a Mario Zelinotti (amico del fratello maggiore di Pino Bianchi), il complesso viene ingaggiato per accompagnare Giancarlo Silvi al Cantagiro 1964 e in quest'occasione Aldo Parente, poco disposto a sostenere i concerti in giro per l'Italia, abbandona la formazione sostituito da Antonio Lia, già chitarrista per Silvi.
Grazie a quest'esperienza la band viene contattata dall'impresario di Ricky Shayne, Paolo Tagliaferri, che la ingaggia per accompagnare il cantante anglo-egiziano durante il tour invernale 1964-1965: il complesso dei Jaguars ha così l'occasione di proporre anche il suo repertorio, perché - come prassi vuole - in ogni serata la prima mezz'ora è riservata ai musicisti dell'orchestra; in questo periodo Antonio Lia è sostituito da Lino Tieri, già chitarrista con i Little Boys.

### Il successo
Nell'estate del 1965, tramite Tagliaferri, la band entra in contatto con Carmine De Benedictis, che propone ai musicisti un contratto per la sua casa discografica, la CDB: il debutto avviene a gennaio del 1966, con la pubblicazione del primo 45 giri che contiene due cover dei Beach Boys, Spirit of America (tradotta in Credimi ti amo) e, sul lato B, Barbara Ann (sull'etichetta, però, non viene citato Fred Fassert, autore originale del brano, poi portato al successo da Brian Wilson e dai Beach Boys, che risultano firmati da Alfredo Cristaudo, per il testo, e da Andrea Lo Vecchio per la musica); la copertina del disco è una foto del complesso riflesso sulla borchia di una Volkswagen, realizzata sul greto del Tevere nelle vicinanze di piazza Mazzini da Fabrizio Zampa, il batterista dei Flippers.
In quello stesso periodo anche Roberto Vecchioni incide Barbara Ann, come voce solista dei Pop Seven.
Alla pubblicazione di questo primo 45 giri fa seguito pochi mesi quella del secondo, con un'altra cover dei Beach Boys, Keep an eye on summer (che diventa Ritornerò in settembre), pubblicata in due differenti versioni con stessa copertina e numero di catalogo ma diverso lato b (Non sei sincera, cover di Pretty flamingo dei Manfred Mann, e Non ti voglio più, versione italiana di Evil hearted you degli Yardbirds).
Lino Tieri abbandona il complesso dopo questo disco (in seguito, con il nome d'arte di Leone Tieri inciderà un album da solista nel 1970 intitolato Un fiore sulla mondezza per la Produttori Associati), ed è sostituito da Silvio Settimi, amico di lunga data degli altri componenti della band e cantante in proprio con il nome d'arte di Silver Sett.
Cominciano subito le serate in tutta Italia (spostandosi con due automobili, la Mini Morris di Bianchi e la Fiat 1300 di Gallo, cariche di strumenti), in cui alle cover si affiancano anche brani originali come Devi combattere (scritta dal nuovo chitarrista Silvio Settimi), canzone tra le più note del beat italiano, considerata per il tipo di sonorità vicine alla psichedelia all'avanguardia per quegli anni (ed inserita per questi motivi da Giulio Tedeschi nella compilation Oracolo, dedicata ai vecchi e ai nuovi artisti rappresentativi della psichedelia italiana e pubblicata nel 1988 dalla Toast Records).
Sempre nel 1966 il complesso appare in una antologia realizzata dalla ARC (distribuita dalla RCA Italiana), Una serata al Piper: in quest'ultima esibizione, avvenuta dal vivo negli studi della RCA (anche se in copertina c'è scritto che il disco era stato registrato nel noto locale romano), presenta due canzoni inedite della sua discografia, ovvero 2120 South Michigan Avenue dei Rolling Stones e It's all over now di Bobby Womack (scritta per i Valentinos ma incisa, comunque, anche dai Rolling Stones).
La registrazione di It's all over now verrà, negli anni ottanta, viene inserita da Tim Warren nella miscellanea Transworld punk rave-up, antologia del garage-beat degli anni sessanta, come esempio di garage rock europeo.
La band appare spesso in varie trasmissioni televisive, tra cui i programmi Chissà chi lo sa?, Settevoci e Aria condizionata; proprio a Settevoci, condotto da Pippo Baudo, il complesso dei Jaguars subisce una censura: deve proporre in playback Il treno della morte (canzone contro la guerra scritta da Silvio Settimi che racconta la partenza per il fronte di un ragazzo che, prima di avviarsi, raduna i suoi amici) la cui musica trae spunto da Russian spy and I, successo del complesso olandese The Hunters), ma la regia manda la base del brano Ritornerò in settembre, canzone d'amore.
Dopo aver protestato, i componenti della band vengono a sapere che si è trattato di un accordo tra Baudo e De Benedittis (il loro discografico), perché il tema della canzone (e anche il titolo, con la parola morte) non è stato ritenuto adatto al pubblico televisivo.
Il rapporto con la Rai viene riallacciato quando una loro canzone, Oggi sì, viene scelta nel 1967 come sigla del programma televisivo Lei non si preoccupi, con Enrico Simonetti e Isabella Biagini, in onda da giugno a settembre (nel filmato finale il complesso appare mentre suona la canzone).
Nello stesso anno la band partecipa al Festival di Napoli con la canzone Comme 'o destino d'e fronne (in coppia con Tony Dallara), pubblicata come retro della cover di 'O sarracino, brano di Renato Carosone.
Continuano le esibizioni in concerto (a Torino, ad esempio, il complesso suona per ben venticinque giorni di seguito al Piperla, in coppia con i Barrittas), in cui la band continua a sperimentare nuove sonorità ed effetti: prima di Jimmy Page Pino Bianchi usa l'archetto del violino per fare gli assoli di chitarra, usa un ditale di piombo per ottenere l'effetto slide sulla chitarra elettrica e, per produrre un suono più graffiante (non essendo ancora diffuso in Italia il distorsore) utilizza un amplificatore con un voltaggio più basso.

### La crisi ed il ritorno
Alla fine del 1967 la CDB (che si accinge a lanciare sul mercato discografico USA il complesso dei Delfini, un'altra delle sue formazioni in catalogo), pubblica all'estero un 45 giri, con i brani Spirit train/Change your mind: la prima è la versione in inglese di Il treno della morte, mentre Change your mind è una canzone originale composta da Silvio Settimi; il disco non ottiene successo, ma consente al complesso dei Jaguars di entrare in contatto con la United Artists Records, che propone alla band un contratto: dall'America un manager si reca a Roma e assiste a un concerto al Foro Italico, offrendo ai musicisti l'opportunità di incidere un 45 giri con due canzoni, Behind These Stained Glass Windows e I Believe in Her.
Alla fine, però, la trattativa si conclude con un nulla di fatto a causa della strenua opposizione di De Benedictis a concedere al complesso la liberatoria (le canzoni verranno infatti pubblicate dalla CDB) e la delusione per l'episodio, unita alle scarse vendite dell'ultimo 45 giri (Non devi piangere/Grande come il nostro amore), spinge Pino Bianchi ad abbandonare la formazione nel febbraio 1969 (il chitarrista si trasferisce in Spagna e per circa un anno diventa il chitarrista di Anita Rio) cosicché il complesso de i Jaguars continua l'attività dal vivo sostituendo il chitarrista con un giovane organista, Vittorio Nocenzi (in seguito fondatore del Banco del Mutuo Soccorso).
Nel 1970 la band decide di interrompere l'attività; Silvio Settimi firma un contratto con la Vedette (Roby Crispiano, che incide per quest'etichetta, lo presenta ad Armando Sciascia) e scrive canzoni (tra cui una, Delirio, incisa anche dalla band Panna Fredda); nel 1971 riprende nuovamente l'attività concertistica con Pino Bianchi (ritornato in Italia) per poi sciogliersi definitivamente alla fine dell'anno.
Giovanni Gallo rimane nell'ambiente musicale in qualità di insegnante di batteria; Pino Bianchi viene assunto all'aeroporto di Roma e Luigi Fratini all'Agip, mentre Silvio Settimi, dopo un periodo di permanenza in Inghilterra, torna in Italia e viene assunto all'Italcable.
Dopo circa vent'anni, nel 1992, la band si riforma (nella compagine storica con Bianchi, Gallo, Fratini e Settimi) perseguendo l'attività concertistica circoscritta ai locali del Lazio, e nel 1994, spinta da Giancarlo Zeno, titolare dell'etichetta Past present, Devi combattere, incide un nuovo disco con tutti i brani a suo tempo pubblicati su 45 giri oltre alcuni inediti dell'epoca; il disco contempla pure due canzoni inedite: Alexia (composta da Pino Bianchi per sua figlia) e Ballavano il tango (di Silvio Settimi, dedicata ai suoi genitori); correda il CD un libretto con la presentazione firmata da Claudio Scarpa.
Nel 2008 The Cavemen, una formazione ravennate, ha reso omaggio al complesso dei Jaguars inserendo nell'album Fiore nero una loro versione del brano Il treno della morte.

## Formazione
- Pino Bianchi - voce, chitarra
- Giovanni Gallo (nato a Napoli il 18 aprile 1946) - voce, batteria
- Luigi Fratini - voce, basso
- Aldo Parente - voce, chitarra (1963-1964)
- Lino Tieri - voce, chitarra, armonica a bocca (1965-1966)
- Silvio Settimi (nato a Roma il 14 gennaio 1946) - voce, chitarra (dal 1967)
- Vittorio Nocenzi - voce, tastiere (dal 1969; solo dal vivo[3][4])

## Discografia
Singoli
- 1966 - Credimi ti amo/Barbara Ann (CDB, DB 1080)
- 1966 - Ritornerò in settembre/Non sei sincera (CDB, DB 1086)
- 1966 - Ritornerò in settembre/Non ti voglio più (CDB, DB 1086; stesso lato A e numero di catalogo del precedente)
- 1966 - Il treno della morte/Devi combattere (CDB, DB 1097)
- 1966 - Il treno della morte/Il tempo passerà (CDB, DB 1097; stesso lato A e numero di catalogo del precedente)
- 1967 - Comme 'o destino d'e fronne/'O sarracino (CDB, DB 1110)
- 1967 - Change your mind/Spirit Train (CDB, CDB-E 002)
- 1967 - Oggi sì/Change your mind (CDB, DB 1113)
- 1968 - Behind These Stained Glass Windows/I Believe in Her (CDB, DB 1118)
- 1968 - Non devi piangere/Grande come il nostro amore (CDB, DB 1133)

Raccolte
- 1968 - Il tempo passerà'' (LP Destination X Records – TRR 33016)

Compilation
- 1966 - Una serata al Piper (ARC, SA 09; con i brani 2120 South Michigan Avenue e It's All Over Now)
- 1988 - Oracolo (Toast Records, con il brano Devi combattere)
- 1989 - 60's Beat Italiano Vol. 1 (Direct Hits Records, con il brano Non ti voglio più; pubblicata solo negli Stati Uniti)
- 1994 - Devi combattere (Past Present)
- 1996 - Le Anime - I Jaguars (On Sale Music, 52-OSM-017; con Le Anime)